# Calpodinos
Calpodinos (Calpodini) é uma tribo de mariposas da subfamília Hesperiinae dentro da família Hesperiidae.

## Gêneros
| - Aides - Argon - Aroma - Calpodes - Carystina - Carystoides - Carystus - Chloeria - Cobaloides | - Cobalus - Damas - Dubiella - Ebusus - Evansiella - Lychnuchoides - Lychnuchus - Megaleas | - Moeros - Neoxeniades - Nyctus - Orphe - Panoquina - Sacrator - Saliana - Synale - Talides | - Telles - Tellona - Thracides - Tisias - Tromba - Turesis - Turmada - Zenis |